# Vaudringhem
Vaudringhem là một xã ở tỉnh Pas-de-Calais, vùng Hauts-de-France của Pháp.

## Địa lý
Vaudringhem có cự ly 14 dặm Anh (23 km) về phía tây nam của Saint-Omer, trên đường D203.

## Dân số
| 1962                                                         | 1968 | 1975 | 1982 | 1990 | 1999 | 2006 |
| ------------------------------------------------------------ | ---- | ---- | ---- | ---- | ---- | ---- |
| 376                                                          | 377  | 390  | 404  | 391  | 372  | 447  |
| Số liệu điều tra dân số từ năm 1962: Dân số không tính trùng |      |      |      |      |      |      |

## Địa điểm nổi bật
- Nhà thờ Saint Leger, thế kỷ 18.